# جنرال الکتریک تی‌اف۳۴
جنرال الکتریک تی‌اف۳۴ (به انگلیسی: General Electric TF34) یک موتور هواگرد ساختِ کارخانهٔ جی‌ئی اوییشن در کشور ایالات متحده آمریکا است.